# San Isidro, Jiquipilco
San Isidro är en ort i Mexiko, tillhörande kommunen Jiquipilco i den nordvästra delen av delstaten Mexiko. Orten hade 428 invånare vid folkräkningen 2010.